# Памятник Платову (Москва)
Памятник Платову — памятник атаману Донского казачьего войска, генералу от кавалерии Матвею Ивановичу Платову в Москве. Открыт в 2013 году. Скульптор К. Р. Чернявский.
Адрес установки: г. Москва, улица Красноказарменная, д. 6

## История
Матвей Иванович Платов (1753—1818) — атаман Донского казачьего войска, генерал от кавалерии, основатель города Новочеркасска, участвовал во всех войнах Российской империи конца XVIII — начала XIX века, командовал казачьими полками действующей армии. Похоронен в Новочеркасске в склепе у Вознесенского собора.
Бронзовая скульптурная группа генералу М. Платову установлена в 2013 году в Москве в парке Казачьей славы на круглом гранитном постаменте, расположенном на возвышении в виде кургана. Атаман изображен в полный рост в военной форме с орденами, вооружением, свисающим за спиной плащом. Генерал стоит, преклонив голову после победы над захватчиками, снял кивер и держит его в руке, положил руку на сердце. Рядом стоит его конь-дончак. Авторы памятника: архитектор А. С. Шапин, скульптор К. Р. Чернявский.
Спереди постамента выполнена надпись «Герой Отечественной войны 1812—1814 гг. Атаман Войска Донского, генерал от кавалерии, граф Российской империи Матвей Иванович Платов», слева на постаменте выполнен рельеф с изображением атаки казаков, на правой стороне постамента показано вступление казаков в Париж, сзади памятника, в верхней части постамента выполнена карта передвижений казачьих частей от Москвы до Парижа в 1812—1814 годы с надписями местностей.

## Технические данные

Открытие памятника

Макет памятника был выбран по результатам проведенного творческого конкурсе, победителем которого стал заслуженный художник России Александр Шапин.
Памятник Платову выполнен из бронзы, также выполнен и его конь. Обе скульптуры установлены на сером гранитном постаменте. Высота бронзовой скульптуры Платову — более двух с половиной метров. Высота скульптуры с постаментом — 3,1 метра. Площадка вокруг кургана с памятником атаману вымощена булыжником. К постаменту памятника ведут ступеньки.
Парк Казачьей славы занимает площадь в 3,5 гектара, находится в районе Лефортово Юго-Восточного округа Москвы.